# Болотников, Иван Исаевич
Ива́н Иса́евич Боло́тников (1565 — 18 октября 1608) — политический деятель Смутного времени в России, сторонник Самборского Лжедмитрия, предводитель восстания 1606—1607 годов.

## Биография

### Происхождение
В исторической литературе встречается ряд необоснованных утверждений, касающихся раннего этапа биографии Болотникова: некоторые утверждают, что он происходил из обнищавших боярских детей, от нищеты продался в холопы князю Андрею Андреевичу Телятевскому и служил в его вооружённой свите как боевой холоп («послужилец»). Другие считают, что Болотников был атаманом донских казаков. Однако существует лишь один исторический источник, дающий сведения о раннем (до восстания) этапе биографии Болотникова: это мемуары немецкого офицера на службе у Лжедмитрия I и Лжедмитрия II Конрада Буссова.
Согласно этому автору, Иван Болотников был «простым» холопом князя Телятевского, ещё в молодости бежал от своего господина в степь к казакам, здесь попал в плен к крымским татарам и был продан в рабство туркам. Несколько лет он провёл на галерах в качестве гребца-невольника. После неудачного для турок морского боя с христианскими кораблями он был освобождён немецким кораблём и направился в Венецию, где проживал в немецком торговом подворье Фондако-деи-Тедески. Отсюда, услышав рассказы об удивительных событиях на его родине (видимо, о приключениях Лжедмитрия I), Болотников двинулся через Германию и Польшу в Россию.
Слухи о спасении московского царя Дмитрия привлекли Болотникова в Самбор, где у жены Юрия Мнишека Ядвиги скрывался московский беглец Михаил Андреевич Молчанов, бывший приспешник Лжедмитрия I. Этот авантюрист представился Болотникову царевичем, спасшимся после майского заговора в Москве. Молчанову при бегстве из Москвы удалось выкрасть царские регалии, в числе которых оказалась золотая царская печать. Мнимый царевич долго беседовал с Болотниковым, а затем снабдил письмом с царской печатью к князю Григорию Петровичу Шаховскому и отправил в Путивль в качестве своего личного эмиссара и «большого воеводы».

### Восстание Болотникова
Он начал боевые действия против правительства Василия Шуйского, именуясь «воеводой царя Дмитрия». Его активно поддерживали казаки, служилые люди (дворяне) под руководством Прокопия Петровича Ляпунова, стрельцы во главе с Истомой Пашковым, а также холопы и крепостные крестьяне; в советской историографии восстание Болотникова рассматривалось как крестьянская война, в одном ряду с восстаниями Степана Разина и Емельяна Пугачёва.
Первую победу Болотников одержал в битве под Кромами в сентябре 1606 года, затем последовала победа при Ельце. Восставшие по пути на Москву подошли к Коломне. В октябре 1606 года посад Коломны был взят ими приступом, но кремль продолжал упорно сопротивляться. Оставив небольшую часть своих сил в Коломне, Болотников направился по Коломенской дороге в Москву. В селе Троицкое Коломенского уезда ему удалось разбить правительственные войска. 22 октября 1606 года Болотников остановился в селе Коломенском, в семи верстах от Москвы. Здесь он построил острог, и стал рассылать по Москве и разным городам грамоты, возбуждая обделённых и бедноту против богатых и призывая целовать крест законному государю Дмитрию Ивановичу.
Ополчение Болотникова росло, из него выделялись отдельные отряды, преимущественно из холопов, которые своими набегами и разбоями держали столицу в осадном положении. Москвичи уже готовы были подчиниться Болотникову, прося только показать им царя Дмитрия, и даже начали с ним переговоры. Но Дмитрий так и не явился.
Многие стали выражать сомнение в существовании Дмитрия и переходили на сторону Шуйского. В самом войске Болотникова произошел раскол: один лагерь составили дворяне и  дети боярские, другой — холопы, казаки и прочие люди. У последних в предводителях был Иван Болотников, у первых — Истома Пашков и братья Ляпуновы. Между вождями возникли разногласия, в результате на сторону Шуйского перешли сначала Ляпуновы, а затем Истома Пашков. Шуйский тем временем основательно укрепил Москву и теперь принимал в своё войско ополченцев от переходивших на его сторону городов.
Видя, что силы Шуйского с каждым часом все увеличиваются, Болотников решил форсировать события. Он пытался взять штурмом Симонов монастырь, но был отброшен с большими потерями, после чего Василий Шуйский перешел от обороны к нападению. Болотников был вынужден уйти из острога. Московские ратные люди преследовали его до деревни Заборья, где верный Лжедмитрию воевода смог снова укрепиться. Однако пало и это укрепление; часть казаков, с атаманом Юрием Беззубцевым во главе, перешла на сторону Михаила Васильевича Скопина-Шуйского, начальника московского войска. Болотников бежал. В Калуге он собрал до 10 000 беглецов и приготовился к обороне. В мае 1607 восставшим удалось разбить царские войска при обороне Калуги. После этого Болотниковым был начат 2-й поход на Москву. Обойдя Каширу, восставшие, числом до 38 тыс., встретились с правительственными войсками у реки Восьмы 5 июня 1607 года, где были разбиты воеводой Иваном Михайловичем Воротынским. После Восемской битвы войско под предводительством Болотникова было отброшено к Туле. В течение июня — октября 1607 Болотников руководил обороной Тулы, осаждённой войсками Василия Шуйского. Шуйский приказал построить на реке Упе, протекающей рядом с кремлём, плотину, которая подтопила часть помещений кремля, в том числе те, в которых находились запасы продовольствия. 10 октября 1607 года оборонявшиеся сдались.

### Кончина
После победы войск Шуйского в октябре 1607 года Болотников был сослан в Каргополь, ослеплён и утоплен в проруби.

## Увековечение имени
- В Липецке есть переулок Болотникова.
- В Москве есть Болотниковская улица.
- На месте Восьменской битвы установлены два памятных знака. Один на холме у моста через Восьму, Второй в поле в  2,8 километрах западнее, недалеко от села БогословскоеПамятный знак у села Богословское

Улица Болотникова:
- В Казани есть улица Болотникова.
- В Калуге есть улица имени Болотникова, установлен памятник в честь восстания под предводительством Болотникова.
- В Коломне в Коломенском кремле была улица Болотникова на которой находился один нежилой дом, а ныне переименована в улицу Святителя Филарета.
- В Краснодаре есть улица имени Болотникова и переулок Болотникова.
- В Магнитогорске есть улица имени Болотникова.
- В Томске есть улица Ивана Болотникова.
- В Туле есть улица имени Болотникова (в 1,5 км от Кремля), в Тульском Кремле установлен памятник Болотникову.
- В Тюмени есть улица Болотникова.
- В Горловке есть улица Болотникова.
- В Нижнем Новгороде есть улица Болотникова.
- В Каргополе Архангельской области, есть улица и камень с надписью на месте, где его утопили.
- В Арзамасе есть улица Болотникова Нижегородской области.
- В Серпухове есть улица Болотникова.
- В Минске (Белоруссия) есть улица и переулок Болотникова.
- В Путивле есть переулок Болотникова.

Во Владимире — Юго-Запад — Ленинский район. Улица Болотникова расположена от Дальнего проезда через ул. Пугачева до ул. Василисина.
Улица названа именем И. И. Болотникова решением исполкома горсовета N 540 от 23 июня 1952 года.
В честь И. И. Болотникова названа гора Болотникова на острове Сахалин.